# 30 novembre 1947
Le dimanche 30 novembre 1947 est le 334e jour de l'année 1947.

## Naissances
- Moses Nagamootoo (mort le 20 mai 2015), homme politique guyanien
- Stuart Baird, monteur et réalisateur anglo-américain
- Véronique Le Flaguais, actrice et scénariste québécoise
- Sergio Badilla Castillo, poète chilien
- Philippe Pélissier, patineur artistique français
- David Mamet, producteur, réalisateur, scénariste et essayiste américain
- Hans Rudolf Herren, entomologiste suisse
- Jude Ciccolella, acteur américain
- Lilita Ozoliņa, actrice lettone
- Mike Leonard, journaliste de la télévision américaine

## Décès
- Arthur Kleinclausz (né le 8 avril 1869), médiéviste français
- Ernst Lubitsch (né le 29 janvier 1892), réalisateur américain d'origine allemande

## Autres événements
- Début de la Guerre civile de 1947-1948 en Palestine mandataire